# Символи догляду за текстильними виробами

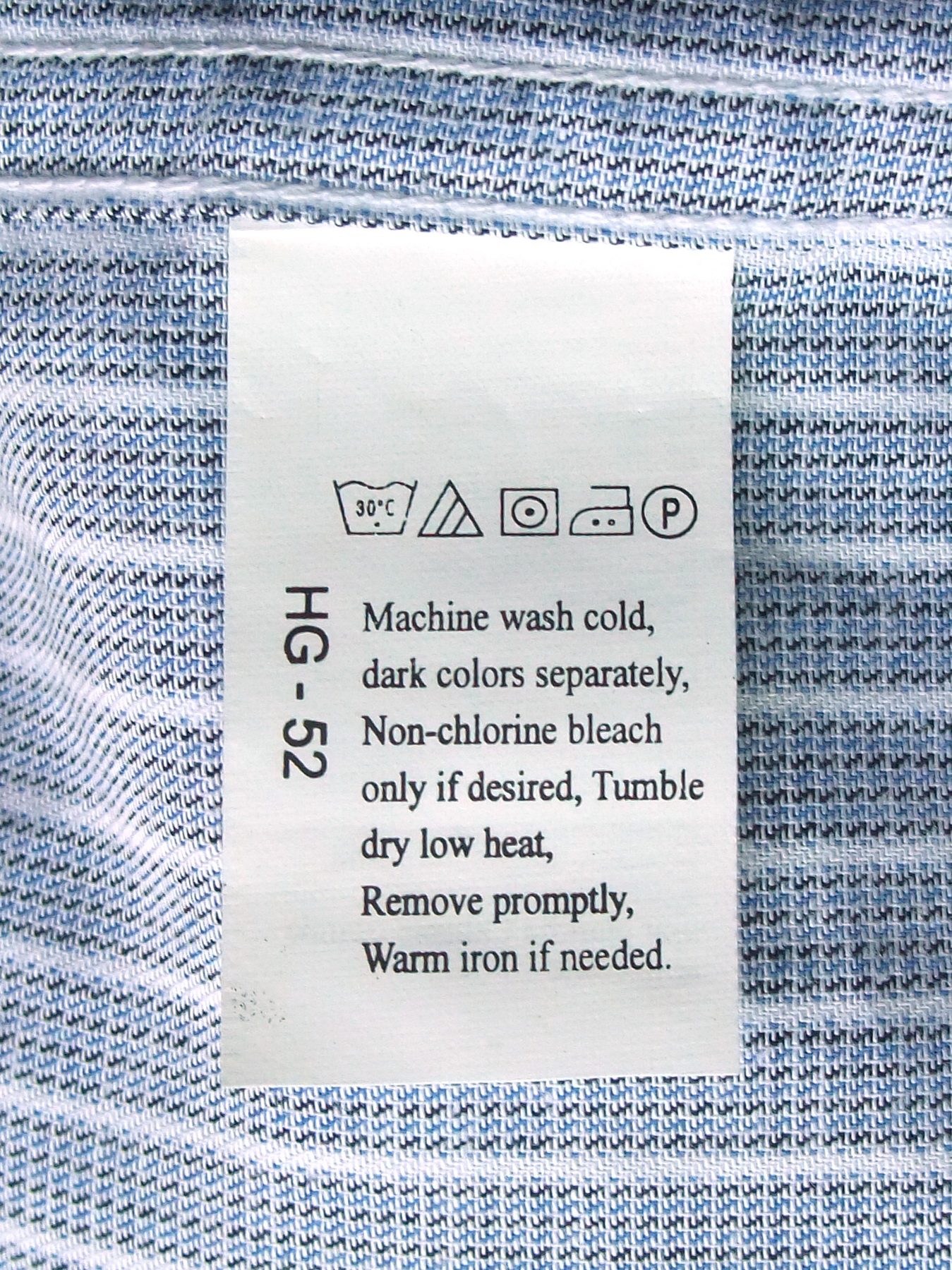
Приклад ярлика із символами з догляду на швейному виробі

Символи з догляду за текстильними виробами використовують, щоб маркувати вироби (одяг та інші) з текстильних матеріалів. Ці символи визначають правила обробки виробів для їх правильної експлуатації споживачами, запобігання передчасного зносу та псування.
Останнім часом ці символи встановлюються міжнародним стандартом «ISO 3758:2014. Вироби текстильні. Маркування по догляду з використанням символів».
Символи розташовують на спеціальному ярлику, що пришитий до виробу. Місце розташування ярлика із символами з догляду, волокнистим складом тканини та, можливо, іншою інформацією, регламентує техстандарт ....

## Символи операцій
| Базові символи | Базові символи     |
| -------------- | ------------------ |
|                | Прання             |
|                | Сушіння            |
|                | Прасування         |
|                | Відбілювання       |
|                | Професійне чищення |

| Додаткові знаки | Додаткові знаки                    |
| --------------- | ---------------------------------- |
|                 | Делікатний режим операції          |
|                 | Особливо делікатний режим операції |
|                 | Заборона операції                  |

### Прання
Число на символі означає гранично допустиму температуру води для прання.
Одна горизонтальна риска знизу символу означає делікатні умови прання. Кількість білизни в пральній машині не повинна перевищувати приблизно 2/3 від максимально допустимого завантаження, сила механічного впливу (обертання) машини повинна бути зменшена. Віджимати в машині треба на зменшених кількості обертів на хвилину та тривалості віджимання. Вручну віджимати слід акуратно.
Дві горизонтальні риски знизу символу означають особливо делікатні умови прання. Кількість білизни в машині не повинна перевищувати приблизно 1/3 від максимально допустимого завантаження, сила механічного впливу (обертання) машини повинна бути значно знижена. Віджимати в машині треба на значно менших кількості обертів на хвилину та тривалості віджимання. Вручну віджимати слід дуже акуратно, без перекручування, або взагалі не віджимати.
|  | Звичайне прання при температурі води до 95 °C (допускається кип'ятіння)                             |
|  | Звичайне прання при температурі води до 60 °C                                                       |
|  | Звичайне прання при температурі води до 30 °C                                                       |
|  | Делікатне прання при температурі води до 30 °C                                                      |
|  | Особливо делікатне прання при температурі води до 30 °C                                             |
|  | Ручне прання при температурі води до 40 °C. Виріб не терти. Віджимати акуратно, без перекручування. |
|  | Прання заборонене                                                                                   |

### Сушіння
| Природне сушіння                                          | Природне сушіння |
| --------------------------------------------------------- | --- |
| Звичайне сушіння                                          | |
|                                                           | Сушіння у вертикальному положенні                                                                                         |
|                                                           | Сушіння без віджиму у вертикальному положенні                                                                             |
|                                                           | Сушіння на горизонтальній площині у розправленому стані                                                                   |
|                                                           | Сушіння без віджиму на горизонтальній площині у розправленому стані                                                       |
| Сушіння в тіні (без потрапляння прямих сонячних променів) | |
|                                                           | Сушіння у вертикальному положенні в тіні                                                                                  |
|                                                           | Сушіння без віджиму у вертикальному положенні в тіні                                                                      |
|                                                           | Сушіння на горизонтальній площині у розправленому стані в тіні                                                            |
|                                                           | Сушіння без віджиму на горизонтальній площині у розправленому стані в тіні                                                |
| Символи, що їх більше не використовують                   | |
|                                                           | Сушіння у вертикальному положенні                                                                                         |
|                                                           | Сушіння без віджиму у вертикальному положенні                                                                             |
|                                                           | Сушіння в тіні |
| Сушіння в сушильній машині барабанного типу               | |
|                                                           | Звичайне барабанне сушіння за температури 80 °C                                                                           |
|                                                           | Делікатне барабанне сушіння за зниженої температури 60 °C, зменшених тривалості сушіння та кількості завантаженої білизни |
|                                                           | Барабанне сушіння заборонене                                                                                              |

### Прасування
|  | Прасування при температурі підошви праски до 200 °C — відповідає символу у вигляді трьох крапок на терморегуляторі праски                                                                                    |
|  | Прасування при температурі підошви праски до 150 °C — відповідає символу у вигляді двох крапок на терморегуляторі праски                                                                                     |
|  | Прасування при температурі підошви праски до 110 °C — відповідає символу у вигляді однієї крапки на терморегуляторі праски. Прасування з парою може викликати незворотні пошкодження оброблюваного матеріалу |
|  | Прасування заборонене |

### Вибілювання
|                                          | Вибілювання дозволено будь-якими окислюючими вибілювачами          |
|                                          | Вибілювання дозволено лише кисневмісними / нехлорними вибілювачами |
|                                          | Вибілювання заборонено                                             |
| Символ, що його більше не використовують |                                                                    |
|                                          | Вибілювання дозволено хлоровмісними вибілювачами                   |

### Професійне чищення
Професійне чищення поділяють на сухе (хімчистка) та мокре (аквачистка ), і його здійснюють лише в умовах спеціалізованих підприємств побутового обслуговування населення.
Прання в пральні не є заміною аквачистки.
Букви на символах означають(англ.):
- «P» — Perchloroethylene, перхлоретилен (тетрахлоретилен).
- «F» —Flammable, легкозаймистий.
- «A» —Any, будь-який.
- «W» —Wet, вологий.

Одна горизонтальна риска внизу символу означає делікатні умови чищення. Мають використовуватися обмеження вологості, температури і/або механічного впливу.
Дві горизонтальні риски внизу символу означають особливо делікатні умови чищення. Мають використовуватися значне обмеження вологості, температури і/або механічного впливу.
| Суха професійна чистка (хімчистка)       | Суха професійна чистка (хімчистка) |
| ---------------------------------------- | --- |
|                                          | Звичайне сухе чищення з використанням тетрахлоретилену і всіх розчинників, перерахованих для символу «P»                                                                               |
|                                          | Делікатне сухе чищення для символу «P» |
|                                          | Звичайне сухе чищення з використанням вуглеводнів, температура кипіння (дистиляції, перегонки) яких становить 150—210 °C, а температура займання — 38—60 °C (наприклад, важкий бензин) |
|                                          | Делікатне сухе чищення для символу «F» |
|                                          | Сухе чищення заборонено |
| Символ, що його більше не використовують | |
|                                          | Сухе чищення допускається будь-якими розчинниками |
| Мокре професійне чищення (аквачистка)    | |
|                                          | Звичайне мокре чищення |
|                                          | Делікатне мокре чищення |
|                                          | Дуже ніжне мокре чищення |
|                                          | Мокре чищення заборонено |